# Nucléon

Un nucléon est un composant du noyau atomique, c'est-à-dire un proton ou un neutron. Le nombre de nucléons par atome est généralement noté « A », et appelé « nombre de masse ». Les nucléons sont des baryons dont la durée de vie moyenne à l'état libre est d'un quart d'heure pour le neutron, et de 1030 années pour le proton.

## Histoire des découvertes
Jusque dans les années 1960, les nucléons étaient considérés comme des particules élémentaires. Il est désormais connu que ce sont des baryons, particules composites de quarks et de gluons.

## Propriétés
Les propriétés de ces particules sont régies en grande partie par l'interaction forte.
Le proton est le plus léger des baryons, et c'est le seul qui soit stable.
Le neutron et le proton sont associés au doublet (similaire au spin 1/2) de SU(2).
Le proton et le neutron forment un doublet d'isospin I=1⁄2.
L'isospin d'un noyau de deutérium est de I=1.

### Stabilité et durée de vie
Le proton est le seul nucléon stable à l'état libre, sa durée de vie étant supérieure à 1030 années. Cela constitue une contrainte forte sur les théories spéculatives qui essaient d'aller au-delà du modèle standard.
De son côté, le neutron a une durée de vie moyenne d'environ 1⁄4 d'heure (880 secondes). Il se désintègre par interaction faible en proton, électron et antineutrino électronique. Toutefois, un neutron peut être considéré comme stable à l'intérieur du noyau atomique, lui-même étant stable, exception faite des radioisotopes.